# Brug Deense Hoek
De Brug Deense Hoek is een verkeersbrug in Noord-Brabant over het Wilhelminakanaal, die vernoemd is naar de nabijgelegen buurtschap Deense Hoek en die deze buurtschap met de kern van Lieshout verbindt.

## Geschiedenis
De eerste brug werd gebouwd door aannemer Tiemen B. Schieving, van de Twentsche Betonijzerbouw. In maart 1918 was deze brug gereed. Het was een zogenaamde ingeklemde, betonnen boogbrug, een van de drie bruggen van dit type die werden aangelegd over het oostelijk deel van het, omstreeks deze tijd aangelegde, kanaal. Op 11 mei 1940 werd deze brug door Nederlandse militairen opgeblazen, teneinde de Duitse troepen tegen te houden. Er kwam later een noodbrug, die echter in september 1944 door de Duitse bezetter werd opgeblazen, teneinde de opmars in het kader van Operatie Market Garden te stuiten.
Een baileybrug verbond na de bevrijding de beide oevers, totdat in 1958 de huidige betonnen pijlerbrug aangelegd werd.